# فيرنر كراميل
فيرنر كراميل (بالألمانية: Werner Krammel)‏ (مواليد 19 فبراير 1949) هو سبّاح ألماني، مثّل بلاده في الألعاب الأولمبية الصيفية 1968.

## روابط خارجية
فيرنر كراميل على موقع الاتحاد الدولي للسباحة (الإنجليزية)
- فيرنر كراميل على موقع أوليمبيديا (الإنجليزية)